# Juozapas Jonas Skvireckas
Juozapas Jonas Skvireckas (* 18. September 1873 in Rinkūnai, Rajongemeinde Pasvalys; † 3. Dezember 1959 in Zams, Tirol) war ein litauischer römisch-katholischer Geistlicher und Erzbischof von Kaunas.

## Leben
Sein Vater war Vincentas Skvireckas und die Mutter Elzbieta Krasauskaitė, eine Bauernfamilie. Juozapas besuchte die Schule Smilgiai in der Rajongemeinde Panevėžys. Von 1885 bis 1892 absolvierte er mit Auszeichnung das Gymnasium Panevėžys.
Von 1892 bis 1896 studierte er am Priesterseminar Kaunas. Nach vier Studienjahren wurde er nach Sankt Petersburg geschickt. Dort absolvierte er als Kandidat der Theologie die Geistliche Akademie Sankt Petersburg. 1899 wurde er zum Priester geweiht. 1919 wurde er Weihbischof (geweiht von Antanas Karosas, die Mitkonsekranten waren Juozapas Matulaitis und Pranciškus Karevičius). Von 1926 bis 1959 war er Erzbischof von Kaunas.